# Марий, Марта, Аудифакс и Аввакум
Марий, Марфа, Авдифакс и Аввакум (погибли в 270 году) — святые мученики персидские. Дни памяти — 19 января, 6 июля.
Согласно Passio VI века, эти мученики были членами одной семьи — отец, мать и двое их сыновей. Они прибыли из Персии в Рим и были умучены за симпатии ко христианам и погребение их тел. Некоторые старые мартирологи относят их кончину к промежутку между 268 и 270 годами, ко временам правления Клавдия II, хотя в эту пору гонений на христиан не было.
Помощь, которую члены семьи оказывали христианам, привела их к гибели. Они были схвачен и приведены к судье Мускиану (Muscianus) или Маркиану (Marcianus), который, будучи не в состоянии склонить их к отречению от веры, приговорил членов семьи к разным мучениям. Несмотря на мучения, святые не отреклись от веры. Марий и двое его сыновей были обезглавлены на Корнелиевой дороге, и их тела были сожжены. Между тем Марта была убита в месте, называемом in Nimpha, или Nymphae Catabassi, впоследствии названном Santa Ninfa), что в тринадцати милях от Рима. Согласно преданию, Марта была брошена в колодец.

## Почитание
Согласно преданию, римляныня по имени Фелицита (Felicitas) сохранила наполовину утраченные останки отца и сыновей, а также достала тело матери из колодца. Святые мощи она тайно погребла в своих владениях в Buxus, нынешняя Боччеа. Это случилось 20 января. В Боччеа была воздвигнута церковь, ставшая местом паломничества.
В дальнейшем мощи святых были перенесены. Часть из них была доставлена в Рим, в храм Sant’Adriano al Foro и в базилику святой Пракседы. Другая часть была передана Эйнхарду, историку, биографу Карла Великого, поместившему их в монастырь Зелигенштадт. Часть мощей отправилась в монастырь Прюм, где их присутствие было подтверждено в начале XI века. Оригинальный реликварий был разрушен во время французской оккупации конца XVIII века. Нынешний реликварий относится к XIX веку.
Согласно Римскому мартирологу, память святых совершается 19 января. Святые были внесены в Общий Римский календарь с IX века по 1969 год, когда они были исключены из этого календаря за отсутствием, по мнению реформаторов, достоверных сведений о святых, помимо их имён, а также места и даты погребения.